# استوارت کولین
استوارت کولین (۱۳ ژوئیه ۱۸۵۸ – ۸ آوریل ۱۹۲۹) قوم‌نگار و نویسنده آمریکایی علاقه‌مند به بازی، هنر و لباس بود. کولین نقش عمده‌ای در توسعه قوم‌نگاری ایفا کرد و ابتدا تلاش خود را بر مطالعه کارگران آسیایی-آمریکایی در فیلادلفیا متمرکز کرد. اولین آثار منتشر شده او «عمل پزشکی توسط چینی‌ها در آمریکا» و «چین در آمریکا: مطالعه‌ای در زندگی اجتماعی چینی‌ها در شهرهای شرقی ایالات متحده آمریکا» بودند که هر دو به سال ۱۸۸۷ مربوط می‌شوند. او معتقد بود که شباهت در بازی شباهت و تماس بین فرهنگ‌های سراسر جهان را نشان می‌دهد.